# Herzogobryum cucullatum
Herzogobryum cucullatum là một loài rêu tản trong họ Gymnomitriaceae. Loài này được (Herzog) Grolle miêu tả khoa học lần đầu tiên năm.